# Candy/Molly’s Lips
Candy/Molly’s Lips – singel grunge’owego zespołu Nirvana (Molly’s Lips) i rockowego zespołu The Fluid. Został wydany w styczniu 1991 roku tylko na płycie winylowej przez wytwórnie Sub Pop. Oryginalną wersję „Molly’s Lips” stworzył rockowy zespół The Vaselines. „Molly’s Lips” znalazł się na albumach Nirvany takich jak: Hormoaning i Incesticide.